# Coster Diamonds

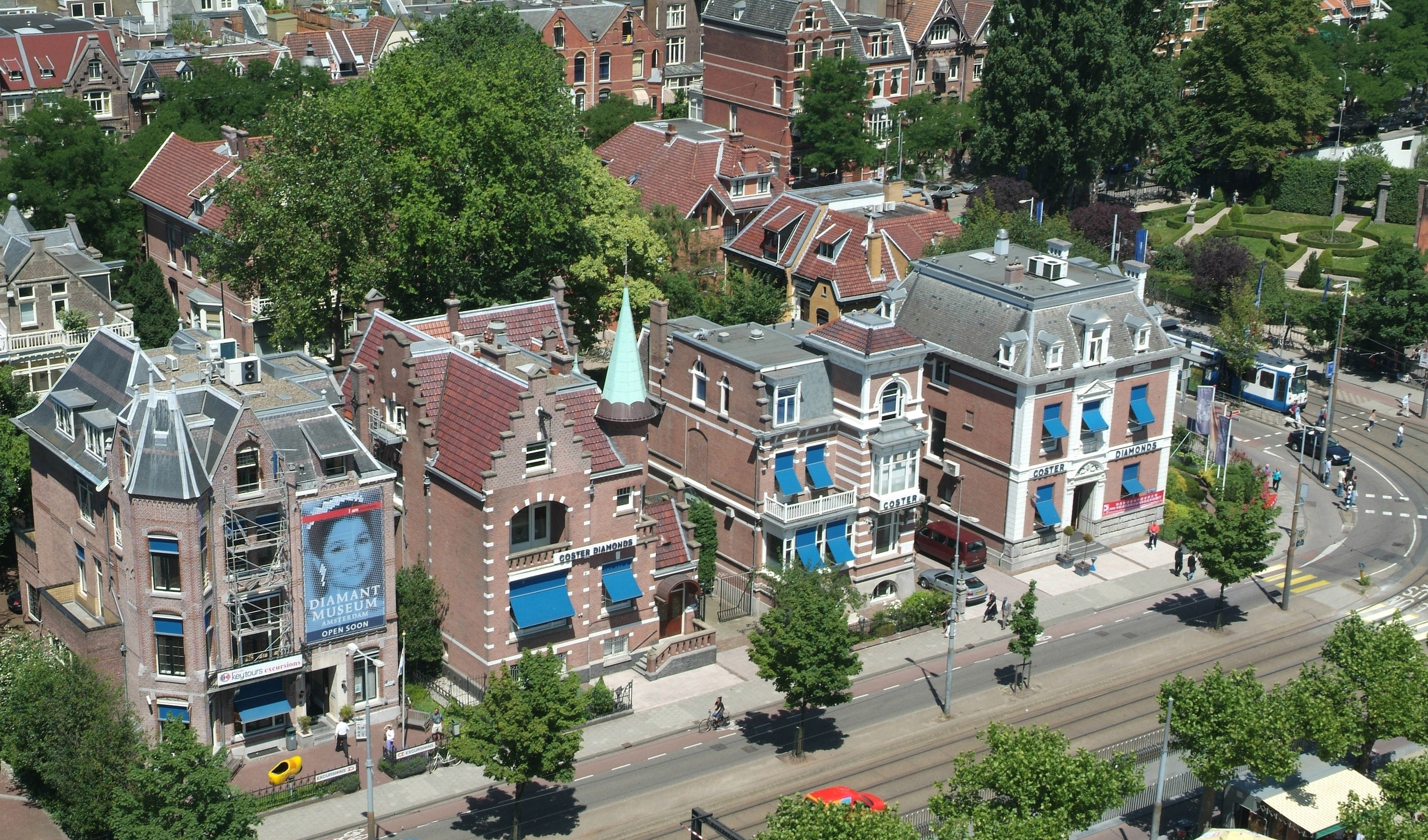
Luchtfoto Coster Diamonds

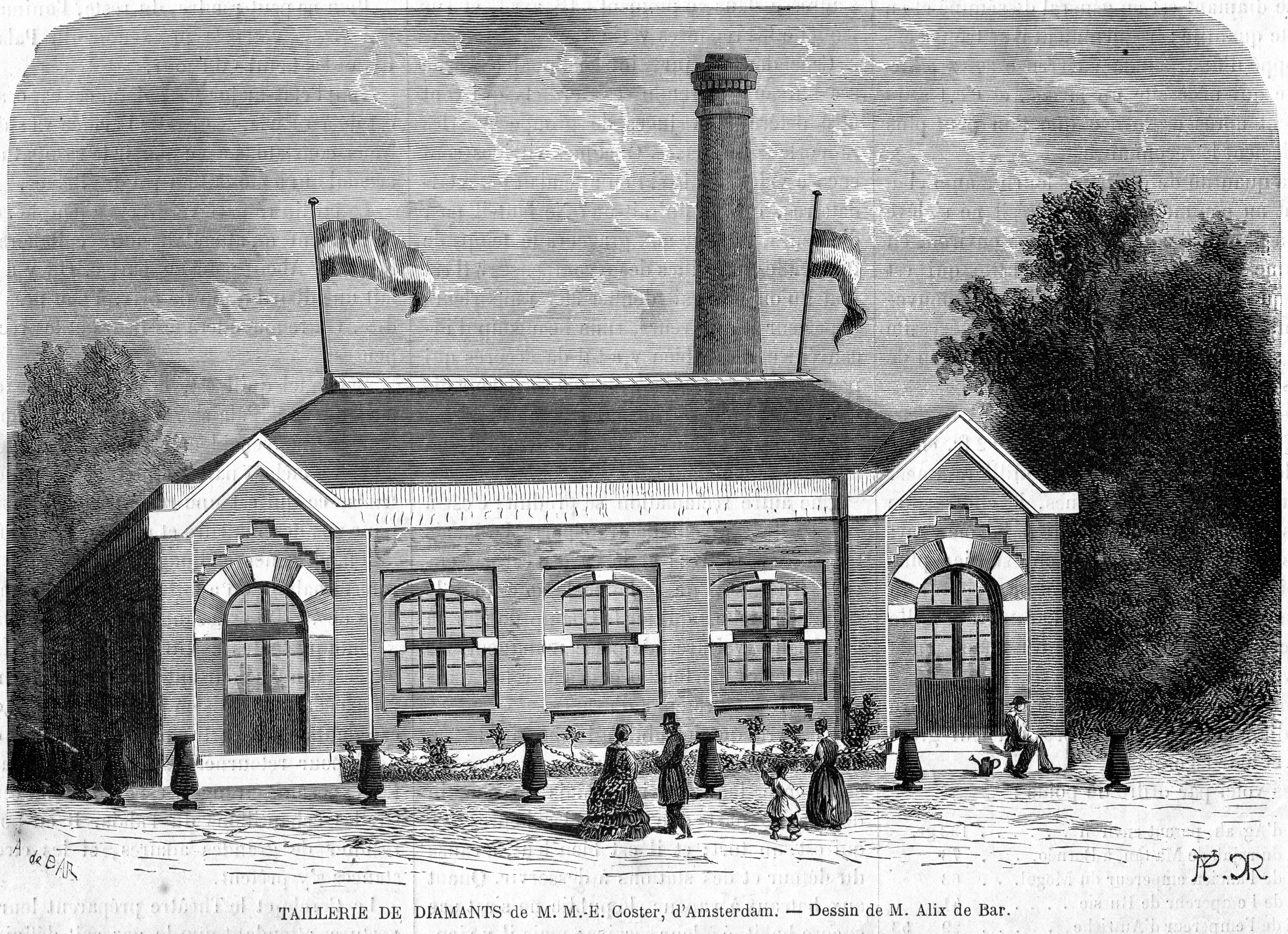
Replica van de Coster diamants slijpfabriek op de wereldtentoonstelling van 1867, tekening van A. de Bar

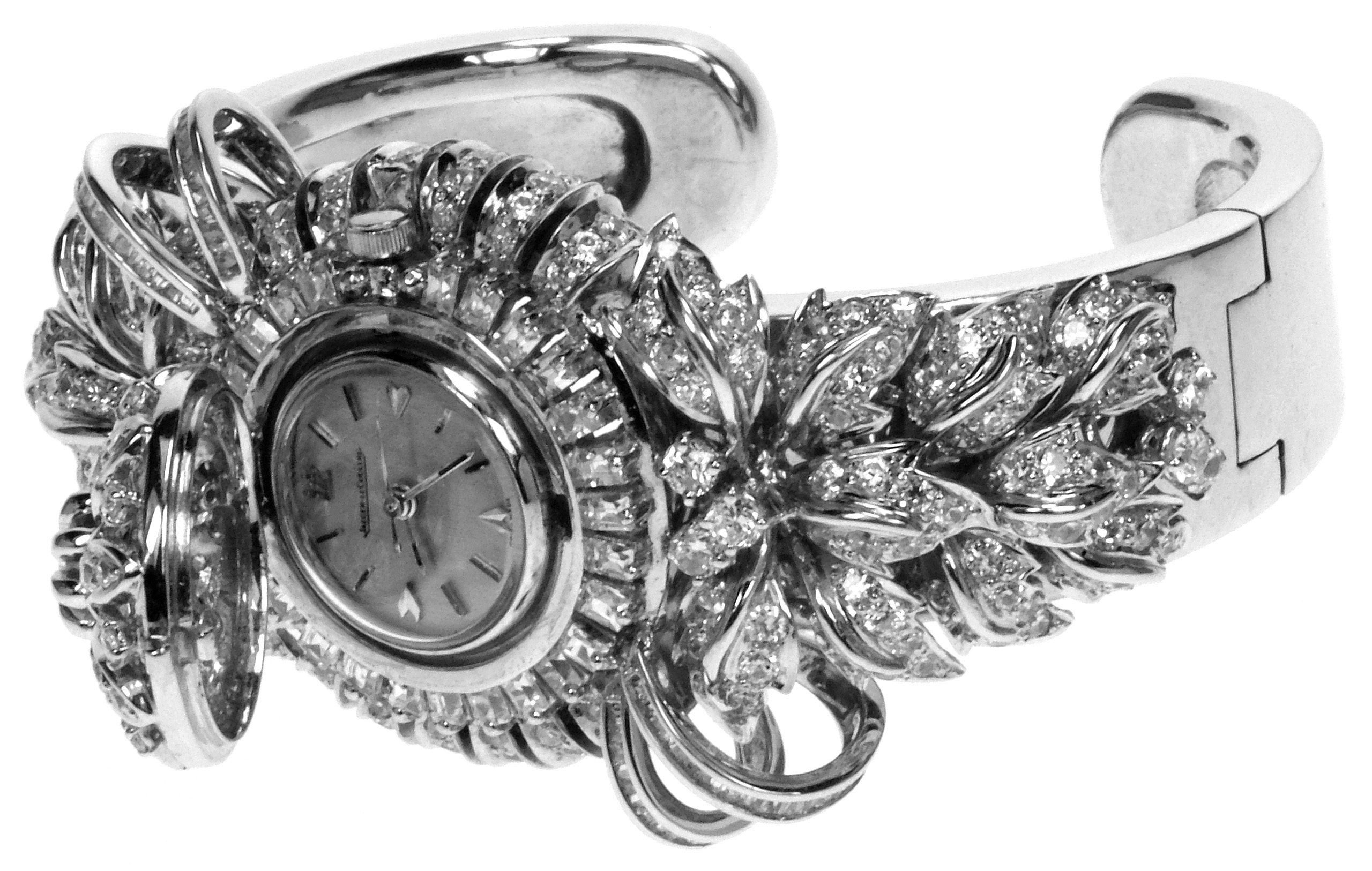
Koningin Juliana Horloge

Coster Diamonds is een Nederlandse diamantslijperij. Het is een van de oudste nog in bedrijf zijnde diamantslijperijen in Nederland. Coster Diamonds was verantwoordelijk voor een aantal historische meesterwerken, zoals het herslijpen van de Koh-i-Noor, het pronkstuk van de Engelse kroonjuwelen en de Dresden-diamant, die deel uitmaakt van de kroonjuwelen van het Saksische vorstenhuis.

## Geschiedenis
Het bedrijf werd in 1840 opgericht door Moses Elias Coster, een ervaren Amsterdamse diamantslijper. Hij vestigde het bedrijf in een fabrieksgebouw aan het Waterlooplein. In 1910 werd de slijperij overgenomen door Felix Theodoor Manus, die er een goedlopend bedrijf van maakte. Tijdens de Duitse bezetting werden de meest Joodse diamantslijpers nagenoeg allemaal naar de concentratiekampen afgevoerd. Na de bevrijding werd de slijperij overgenomen door Wim Biallosterski, eigenaar van een diamantzagerij. In 1962 ging het bedrijf opnieuw in andere handen over en werd Ben Meier het nieuwe gezicht van Coster Diamonds.
In 1970 moest de slijperij wijken voor de bouw van het nieuwe stadhuis, de Stopera, en verhuisde het bedrijf naar de huidige locatie aan de Paulus Potterstraat. In 1995 werd concurrent Van Moppes Diamonds, dat tien jaar later vanwege tegenvallende resultaten moest worden gesloten. In 2007 werd een naastgelegen pand verkregen, waarin Coster het Diamantmuseum Amsterdam vestigde. In 2016 werd het predicaat Koninklijk verkregen.

## Beroemde slijpsels
In 1852 vertrokken J.A. Fedder en L.B. Voorzanger, beiden diamantslijpers bij Coster Diamonds, naar Londen om de beroemde Koh-i-Noor te herslijpen. Louis Benjamin Voorzanger sleep de beroemde “Star of the South”. In 1959 sleep Ben Meier, later mede-eigenaar van Coster Diamonds, de diamanten die gebruikt werden in het “Koningin Juliana”-horloge, een cadeau van het Nederlandse volk aan Hare Majesteit.
Tussen 1991 en 1994 heeft Pauline Willemse, slijpster bij Coster Diamonds, het kleinste diamantje ter wereld geslepen, een steentje met 57 facetten, wegende 0,0000743 karaat, met een diameter van 0,16-0,17mm en amper 0,11 mm hoog. Het steentje kreeg een vermelding in het Guinness Book of Records.